# Leptomenes propheta
Leptomenes propheta är en stekelart som beskrevs av Giordani Soika. Leptomenes propheta ingår i släktet Leptomenes och familjen Eumenidae. Inga underarter finns listade i Catalogue of Life.